# Forbes Arena
Die Forbes Arena (früher: Morehouse College Gymnasium) ist eine Sporthalle in Atlanta im US-Bundesstaat Georgia.
Die Halle wurde anlässlich der Olympischen Sommerspiele 1996 in Atlanta auf dem Campus des Morehouse College errichtet. Die Kosten beliefen sich dabei auf circa 8 Millionen US-Dollar. Die Halle verfügt über 6000 Sitzplätze und wurde am 3. April 1996 eröffnet. Während den Olympischen Spielen fanden in der Forbes Arena, die damals den Namen Morehouse College Gymnasium trug, Vorrundenspiele des olympischen Basketballturniers statt. 1999 erhielt die Halle ihren heutigen Namen, den sie dem ehemaligen Trainer Franklin Lafayette Forbes verdankt.
Nach den Spielen wurde die Arena zur neuen Heimspielstätte der Maroon Tigers, die Basketballteams des Morehouse College. Am 16. November 1996 spielten die Maroon Tigers ihr erstes Spiel gegen die Savannah State University. Von 1996 bis 1998 war die Arena zudem Heimspielstätte der Damenmannschaft Atlanta Glory in der American Basketball League. Der Zuschauerrekord der Arena wurde am 29. Januar 1998 beim Spiel zwischen dem Morehouse College und der Clark Atlanta University mit 7127 Zuschauern aufgestellt.